# Achondrogenesie
Die Achondrogenesie ist eine letal verlaufende Skelettdysplasie mit fehlender enchondraler Ossifikation bei Neugeborenen.

## Häufigkeit
Die Häufigkeit ist nicht bekannt.

## Klassifikation
Je nach Vererbungsmodus und klinisch-radiologischen Kriterien werden unterschieden:
- Achondrogenesie Typ I, autosomal-rezessiver Erbgang
  - Achondrogenesie Typ IA Houston-Harris mit Mutation im TRIP11-Gen an der Location 14q32.12[2]
  - Achondrogenesie Typ IB Fraccaro mit Mutation im SLC26A2-Gen an der Location 5q32[3]
- Achondrogenesie Typ II Langer-Saldino, autosomal-dominanter Erbgang mit Mutation im COL2A1-Gen an der Location 12q13.11[4]

## Klinische Erscheinungen
Klinische gemeinsame Kriterien sind:
- Kleinwuchs mit kurzen Gliedmaßen, kurzem Rumpf und relativ zu großem Abdomen und Kopf.
- Die Kinder werden tot geboren oder sterben in den ersten Lebenstagen.